# مسجد پیرزن بوشهر

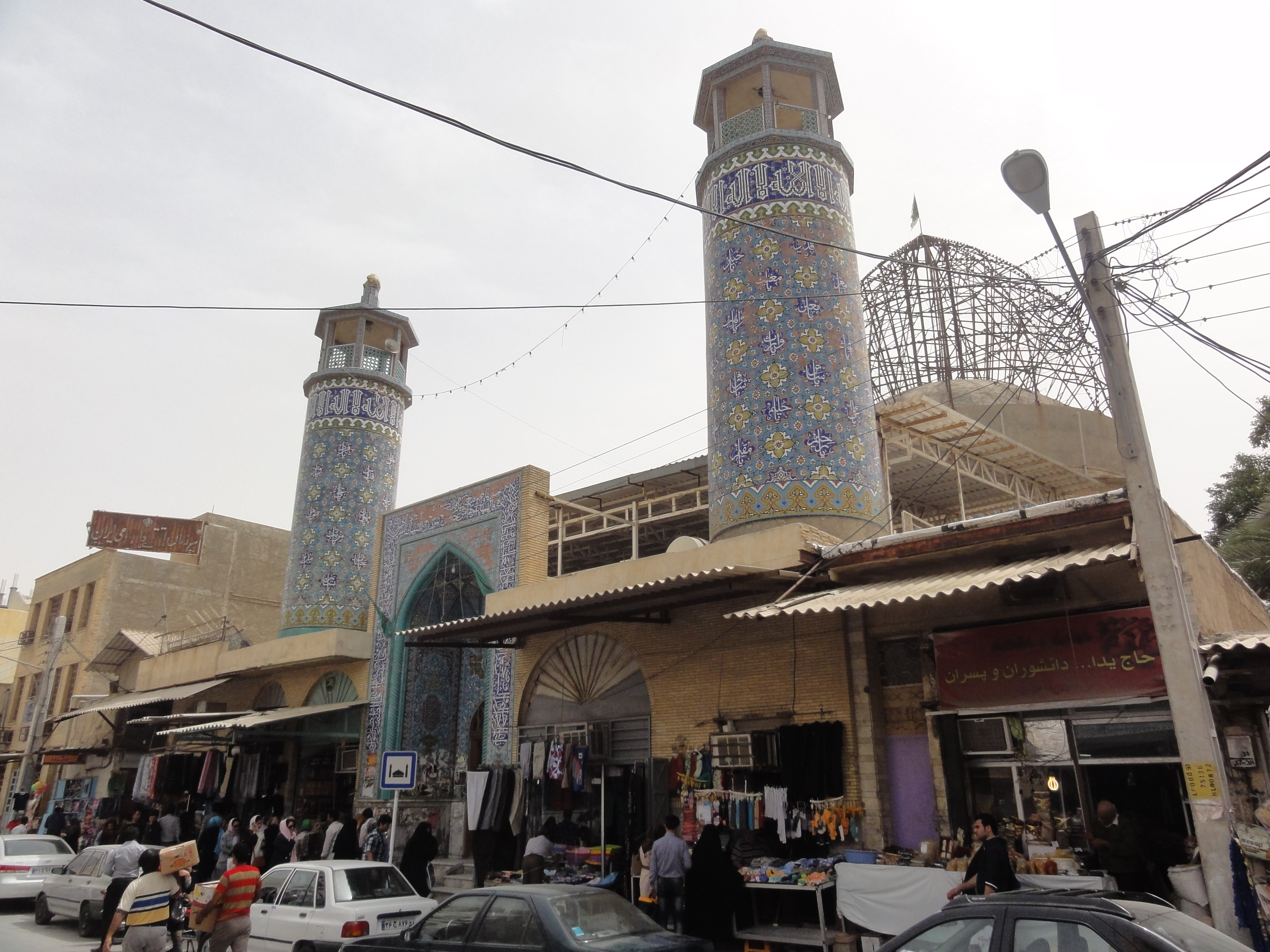
تصویری از مسجد پیرزن

مسجدپیرزن مسجدی در شهر بوشهر است.

## تاریخچه
بنای این مسجد (در اصل حسینیه) متعلق به پیرزنی است که معروف به مادر زایر خضرخان اهرمی. تاریخ ساخت آن به سال‌های پس از جنگ جهانی یکم باز می‌گردد. پس از ساختمان مسجد، در زیرزمین پیرامون آن (گوشه غربی) چند دکان ساخته می‌شود و مال الاجاره آن از طرف پیشنماز آن جا (آقای حجت) به حساب خادم مسجد به منظور محافظت از مسجد تعلق می‌گیرد. این مسجدتن‌ها مسجدی است که در دو دهه پیش از انقلاب مردم ایران، مناره به خود دید بود که آن هم با کوشش مرحومان محمد گزی وغلامرضا اصلاح پذیر در سال‌های ۳۵-۳۶ در گوشه غربی دیوار مسجد بالا رفت ومؤذنان را در رساندن صدای خود به نمازگزاران یاری می‌دهد. و آنچنان مورد شگفتی و تحسین مردم شهر قرار گرفت که در مورد آن دو تن (بانیان) بدین گونه زمزمه می‌کردند:
«مناره رفت بالا چند گزی // زحکم اصلاح پذیر و سعی محمد گزی» 
احتمال آن دارد که سراینده بیت مزبور خود «اصلاح پذیر»بوده باشد زیرا در سرودن شعر و خاصه اشعار مراثی و نوحه اهل بیت دستی توانا داشت.

## نگهداری
عده‌ای از طرف «اداره اوقات و بنادر» وقت به عنوان متصدی موقوفات امور مسجد انتخاب و انجام وظیفه می‌نمایند. این عده به ترتیب سال‌های مختلف عبارتند از:عباس دوانی، محمود راهنمائیان ومحمود دوانی. ذکر این نکته ضروری است پس از آن که مسجد پیرزن در سال ۱۳۶۸بازسازی شد، مناره دیگری در جانب شرقی آن، و به همان نقشه ونمای مناره قبلی بالا رفت و اکنون مسجد مزبور با نام جدید «مسجد فاطمه زهرا»دارای دو گلدسته می‌باشد.